# HMS Invincible (1808)
HMS Invincible (Корабль Его Величества «Инвинсибл») — 74-пушечный линейный корабль
третьего ранга. Третий корабль Королевского флота, названный HMS Invincible. Четвёртый корабль типа Ganges. Заложен 1 января 1806 года. Спущен на воду 15 марта 1808 года на королевской верфи в Вулвиче. Относился к так называемым «обычным 74-пушечным кораблям», нёс на верхней орудийной палубе 18-фунтовые пушки.

## Служба
К концу 1808 года Invincible, под командованием капитана Росса Доннелли был включен в состав эскадры контр-адмирала Парвиса, базирующейся в Кадисе. Здесь ему было приказано с отрядом из 200 человек снарядить испанский флот к выходу в море и отправить его в Каракас, чтобы спасти корабли от захвата французскими войсками. Несмотря на плохое состояние кораблей и слабую поддержку со стороны испанцев, он справился с этой задачей за восемь дней.
В начале 1810 года Invincible присоединился к эскадре адмирала Коллингвуда возле Тулона, но вскоре капитан Доннелли был вынужден уйти в отставку из-за состояния здоровья. В апреле 1810 года Invincible принимал участие в эвакуации форта Матагорда, расположенного неподалеку от Кадиса.
В начале 1811 года командование кораблем, все ещё входящим в состав средиземноморского флота, принял капитан Чарльз Адам. 17 
мая Invincible с четырьмя пустыми транспортами направляясь в Картахену сделал остановку в Пеньискола, где к нему за помощью обратился капитан Кодрингтон с Blake. Он попросил капитана Адама переправить подкрепление для Таррагоны, который был осажден французскими войсками численностью от 10 до 11 тысяч человек. Генерал О'Доннел с отрядом 2300 пехоты и 211 артиллеристов, погрузились на суда, причем сам Invincible принял на борт 700 человек, и все они были благополучно доставлены в Таррагону 22 мая.
6 июня Invincible было приказано вернуться в Пеньискола, где 9 июня к нему присоединился Blake, а 10 июня Centaur, Sparrowhawk и транспорт William. Они приняли на борт 4000 солдат (800 из них принял Invincible), и доставили их в Таррагону в ночь на 12 июня. На протяжении всего периода осады лодки эскадры оказывали поддержку армии и эвакуировали с берега женщин, детей и раненых. После того как 28 июня город пал, эскадра эвакуировала всех беженцев.
В январе 1813 года Invincible находился в Салон Бэй для оказания поддержки испанским силам под командованием барона де Эролеса, который планировал нападение на Таррагону.
Когда барон де Эролес попросил помощи в нападении на Амполлу и Перелло, две лодки с Invincible, вооруженные карронадами, под командованием лейтенанта Корбина, и испанская фелука с отрядом войск, отплыли из залива во второй половине дня 1 апреля 1813 года. Войска были высажены в двух милях от Амполлы и атаковали батарею из двух 18-фунтовых орудий. Орудия затем были 
повернуты в сторону укрепленного здания, занятого вражескими войсками. Противник вскоре бежал, но некоторые солдаты позже 
были взяты в плен в Перелло, который был атакован испанскими войсками утром 2 апреля. Они взобрались на стены и окружили 
французов в большой квадратной башне в центре города. Слабый ветер помешал Invincible достичь залива Амполла до второй половины дня 2 апреля, но две полевых части были отправлены в Перелло на шлюпках. На следующий день они открыли огонь по башне и после обрушения части башни лейтенант и 33 французских солдата сдались. За время всей операции из экипажа Invincible был ранен лишь один человек.
В начале июня небольшая эскадра, состоящая из Invincible, Thames, Volcano, Strombolo, Brune и восьми канонерских лодок под командованием капитана Адама с Invincible, приняла участие в осаде форта Коль де Балагеур. Этот форт охранял важный проход на единственную дорогу от Тортосы к Таррагоне. На нём было установлено двенадцать артиллерийских орудий, в том числе две 10-дюймовых мортиры и две гаубицы. Отряд под командованием лейтенанта Прево был высажен на берег днём 3 июня. Вечером два 6-фунтовых орудия и гаубица были доставлены на берег и подняты на гребень крутого холма на юго-востоке от форта. к полудню на следующий день к ним присоединились две 12-фунтовых пушки. Обстрел форта привел к серьёзным его повреждениям, а после того как на холм были подняты три испанских 24-фунтовых пушки и ещё три с Invincible, форт оказался в тяжелом положении и вскоре капитулировал. Во время окады Invincible потерял двух матросов и одного морского пехотинца тяжело ранеными.
Весной 1814 года Invincible был выведен в резерв в Хамоазе, и оставался в резерве до 1857 года, когда он был переоборудован в качестве склада угля. Он оставался в этом качестве до января 1861 года, когда он был отправлен на слом и разобран.